# Águeda Pérez López
Águeda Pérez López (Ciudad de México, 5 de enero de 1974) es una deportista mexicana que compitió en taekwondo.
Ganó una medalla de plata en el Campeonato Mundial de Taekwondo de 1993 y dos medallas de plata en el Campeonato Panamericano de Taekwondo, en los años 1990 y 1996. En los Juegos Panamericanos de 1999 consiguió una medalla de bronce.

## Palmarés internacional
| Campeonato Mundial      | Campeonato Mundial          | Campeonato Mundial | Campeonato Mundial |
| Año                     | Lugar                       | Medalla            | Categoría          |
| ----------------------- | --------------------------- | ------------------ | ------------------ |
| 1993                    | Nueva York (Estados Unidos) | Medalla de plata   | –47 kg             |
| Juegos Panamericanos    |                             |                    |                    |
| Año                     | Lugar                       | Medalla            | Categoría          |
| 1999                    | Winnipeg (Canadá)           | Medalla de bronce  | –49 kg             |
| Campeonato Panamericano |                             |                    |                    |
| Año                     | Lugar                       | Medalla            | Categoría          |
| 1990                    | Bayamón (Puerto Rico)       | Medalla de plata   | –47 kg             |
| 1996                    | La Habana (Cuba)            | Medalla de plata   | –47 kg             |